# Decimate Christendom
Decimate Christendom – szósty album studyjny amerykańskiej grupy muzycznej Incantation. Wydawnictwo ukazało się 27 lipca 2004 roku nakładem wytwórni muzycznej Listenable Records. Nagrania zostały zarejestrowane i zmiksowane w Mars Recording Compound w Cleveland w stanie Ohio pomiędzy marcem a kwietniem 2004 roku. Mastering odbył się w Visceral Sound w Bethesda w stanie Maryland. W ramach promocji do utworu "Dying Divinity" został zrealizowany teledysk.

## Lista utworów
Opracowano na podstawie materiału źródłowego.
1. „Decimate Christendom” (Lombard, Incantation) – 3:06
2. „Dying Divinity” (Lombard, Incantation) – 2:57
3. „Oath of Armageddon” (McEntee, Incantation) – 5:24
4. „Blaspheme the Sacraments” (Lombard, Incantation) – 5:20
5. „Merciless Tyranny” (McEntee, Incantation) – 3:28
6. „Horns of Eradication” (Lombard, Incantation) – 5:19
7. „Unholy Empowerment of Righteous Deprivation” (Incantation) – 1:03 (utwór instrumentalny)
8. „Thorns of Everlasting Persecution” (Lombard, Incantation) – 3:48
9. „No Paradise Awaits” (Severn, Incantation) – 4:40
10. „Eternal Darkness Under Conquered Skies” (Incantation) – 1:40 (utwór instrumentalny)
11. „Feeble Existence” (Lombard, Incantation) – 6:34

## Twórcy
Opracowano na podstawie materiału źródłowego.

- John McEntee – wokal prowadzący, gitara rytmiczna, gitara prowadząca
- Kyle Severn – perkusja
- Joe Lombard – gitara basowa
- Bill Korecky – produkcja muzyczna, inżynieria dźwięku
- Scott Hull – mastering
- Miran Kim – okładka
- Sven DeCaluwe – oprawa graficzna